# Чжанцзякоу
Чжанцзякоу (кит. спр. 張家口市, піньїнь: Zhāngjiākǒu shì) — місто в КНР, у провінції Хебей. Розташоване на північному сході країни і провінції, на північній схід від Пекіна, на кордоні з Внутрішньою Монголією. Історична назва — Калган, столиця монгольської автономії Менцзян (1939—1945).

## Назва
- Чжанцзякоу (кит. спр. 張家口, піньїнь: Zhāngjiākǒu, МФА: [ʈʂáŋtɕjá kʰòu]) — сучасна китайська назва з середини ХХ ст.
- Калган (ст.-монг. Kalgan, кит.: 喀拉干, Kālāgàn) — історична монгольська назва міста, усталена в європейських мовах.
  - Чулалт Халга (монг. ᠴᠢᠭᠣᠯᠠᠯᠲᠣ ᠬᠠᠭᠠᠯᠭ᠎ᠠ), , Čiɣulaltu qaɣalɣa) — повна класична монгольська назва; монг. Чуулалт Хаалга, Chuulalt haalga — сучасна монгольська назва
  - Халган (, Qaghalghan, «ворота») — коротка класична назва; монг. Хаалган, Haalgan — сучасна монгольська назва; означає ворота у Великому китайському мурі.
- Імінангга ясе (маньчжурська: ᡳᠮᡳᠶᠠᠩᡤᠠ ᠠᠰᡝ, , Imiyangga jase) — манчжурська назва міста.

## Географія
Чжанцзякоу розташовується на північному сході провінції.

### Клімат
Місто знаходиться у зоні, котра характеризується вологим континентальним кліматом з теплим літом. Найтепліший місяць — липень із середньою температурою 23.9 °C (75 °F). Найхолодніший місяць — січень, із середньою температурою -7.8 °С (18 °F).
| Клімат Чжанцзякоу       | Клімат Чжанцзякоу | Клімат Чжанцзякоу | Клімат Чжанцзякоу | Клімат Чжанцзякоу | Клімат Чжанцзякоу | Клімат Чжанцзякоу | Клімат Чжанцзякоу | Клімат Чжанцзякоу | Клімат Чжанцзякоу | Клімат Чжанцзякоу | Клімат Чжанцзякоу | Клімат Чжанцзякоу | Клімат Чжанцзякоу |
| Показник                | Січ.              | Лют.              | Бер.              | Квіт.             | Трав.             | Черв.             | Лип.              | Серп.             | Вер.              | Жовт.             | Лист.             | Груд.             | Рік               |
| Абсолютний максимум, °C | 7                 | 13                | 20                | 30                | 35                | 35                | 36                | 35                | 31                | 27                | 17                | 17                | 36                |
| Середній максимум, °C   | −3                | 0                 | 7                 | 16                | 23                | 27                | 28                | 26                | 22                | 15                | 5                 | −1                | 13                |
| Середня температура, °C | −7                | −5                | 2                 | 11                | 17                | 22                | 23                | 22                | 17                | 10                | 1                 | −6                | 8                 |
| Середній мінімум, °C    | −12               | −10               | −2                | 5                 | 11                | 16                | 18                | 17                | 11                | 5                 | −3                | −10               | 3                 |
| Абсолютний мінімум, °C  | −26               | −22               | −16               | −7                | 0                 | 5                 | 11                | 10                | 1                 | −7                | −20               | −20               | −26               |
| Днів з опадами          | 4                 | 7                 | 7                 | 9                 | 12                | 15                | 17                | 16                | 12                | 8                 | 6                 | 4                 | 117               |
| Днів з дощем            | 0                 | 0                 | 3                 | 9                 | 12                | 15                | 17                | 16                | 12                | 8                 | 3                 | 0                 | 95                |
| Днів зі снігом          | 3                 | 7                 | 6                 | 1                 | 0                 | 0                 | 0                 | 0                 | 0                 | 1                 | 4                 | 4                 | 26                |
| ----------------------- | ----------------- | ----------------- | ----------------- | ----------------- | ----------------- | ----------------- | ----------------- | ----------------- | ----------------- | ----------------- | ----------------- | ----------------- | ----------------- |
| Джерело: Weatherbase    |                   |                   |                   |                   |                   |                   |                   |                   |                   |                   |                   |                   |                   |

## Адміністративний поділ
Міський округ поділяється на 6 районів і 10 повітів:
| Карта | Карта     | Карта    | Карта            |
| --- | --------- | -------- | ---------------- |
| Канбао Шан'ї Чжанбей Гуюань Ваньцюань ① ② Чунлі Чичен Хуайань Сюаньхуа ③ Хуайлай Ян'юань Юй Чжолу ① Цяосі ② Цяодун ③ Сяхуаюань |           |          |                  |
| Статус | Назва     | Оригінал | Населення (2020) |
| Район | Ваньцюань | 万全区   | 216 795          |
| Район | Сюаньхуа  | 宣化区   | 542 358          |
| Район | Сяхуаюань | 下花园区 | 64 216           |
| Район | Цяодун    | 桥东区   | 422 753          |
| Район | Цяосі     | 桥西区   | 393 227          |
| Район | Чунлі     | 崇礼区   | 105 501          |
| Повіт | Гуюань    | 沽源县   | 167 587          |
| Повіт | Канбао    | 康保县   | 138 205          |
| Повіт | Хуайань   | 怀安县   | 179 949          |
| Повіт | Хуайлай   | 怀来县   | 348 746          |
| Повіт | Чжанбей   | 张北县   | 325 795          |
| Повіт | Чжолу     | 涿鹿县   | 294 013          |
| Повіт | Чичен     | 赤城县   | 197 919          |
| Повіт | Шан'ї     | 尚义县   | 104 247          |
| Повіт | Юй        | 蔚县     | 411 824          |
| Повіт | Ян'юань   | 阳原县   | 205 773          |

## Історія

### Новий час
1571 року китайська династія Мін уклала мир з монголами. Місто перетворилося на центр китайсько-монгольської торгівлі, стало вікном, через яке монголи продавали своїх коней у Китай. Водночас, мінський уряд продовжував розглядати місто як стратегічну військову базу на китайсько-монгольському кордоні.
Після 1727 року місто стало також одним із центрів так званої кяхтинської торгівлі, між Калганом і Кяхтою. До ХІХ ст. деякі російські купці мали постійні резиденції та склади за межами міських мурів Калгана.

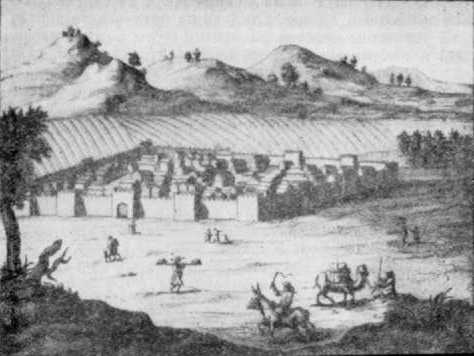
Калган 1698
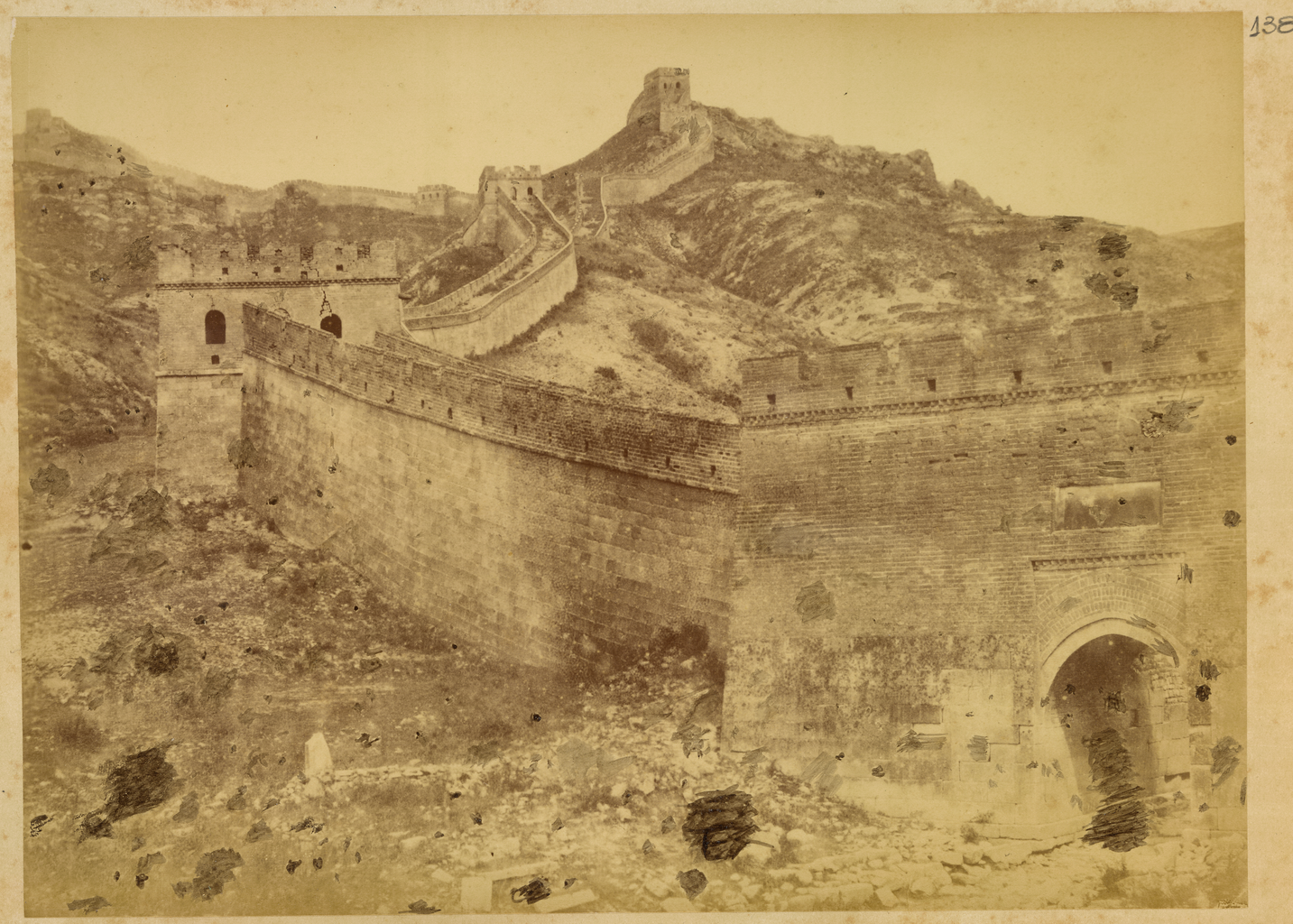
Великий мур поблизу міста
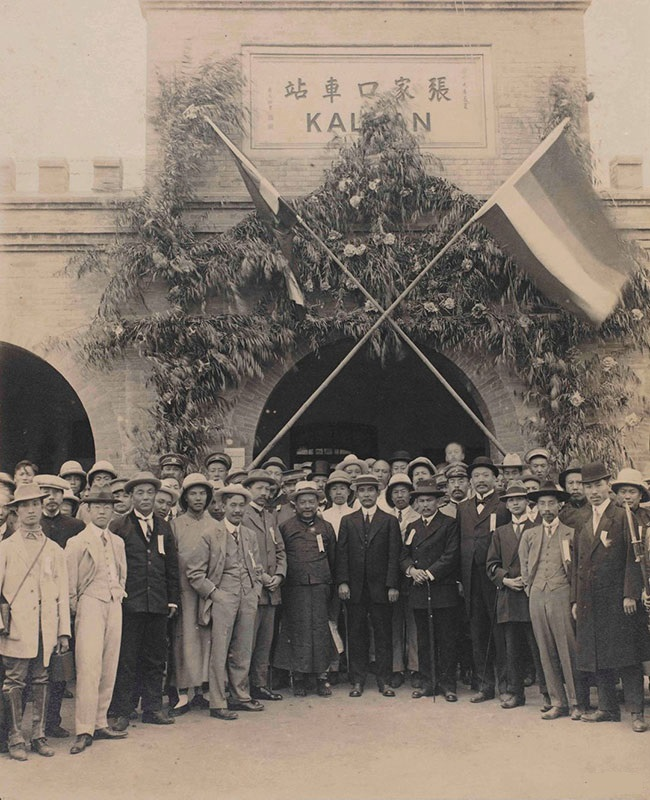
Калган 1912

### Новітня доба
1909 року місто сполучилося зі столицею Пекін-Калганською залізницею, першою, яка була побудована самостійно Цінським урядом.
Після революції 1911 року, внаслідок якої було повалено династію Цін і встановлено Китайську Республіку, місто увійшло до складу новоствореної Чахарської автономії (з 1928 року — провінції).
1937 року, на початку китайсько-японської війни, Калган захопили японські війська. 1939 року місто стало столицею Монгольського краю (Менцзяну), залежного від Японії.
9 — 21 серпня 1945 року в місті відбувався жорстокий бій між японськими військами, які намагалися евакуювати місцевих японців, і наступаючими силами Радянської армії і сателітної Монгольської Народної Республіки. Місто опинилося під радянським контролем, а згодом перейшло до Китайської Республіки. На згадку про ці події у місті є пам'ятник радянсько-монгольським військам.
Після радянсько-китайського розколу 1960 року став важливим військово-стратегічним містом через близькість до Пекіна. Укріплявся через небезпеку нападу СРСР і називався «Північними воротами Пекіна».
2022 року в місті відбулася частина заходів Пекінських зимових Олімпійських ігор.

### Адміністративна історія
- 1913—1928: центр Чахарської автономії Внутрішньої Монголії у складі Китайської Республіки.
- 1928—1936: центр Чахарської провінції Внутрішньої Монголії у складі Китайської Республіки.
- 1939—1945: столиця монгольської автономії Менцзян.
- 1945—1948: центр Чахарської провінції Внутрішньої Монголії у складі Китайської Республіки.
- З 1948 : переведено до складу внутрішньокитайської провінції Хейбей, КНР.